# Bodenhausen (Adelsgeschlecht)

Wappen derer von Bodenhausen

Bodenhausen ist der Name eines ursprünglich niedersächsischen Adelsgeschlechts. Später gelangten die Herren von Bodenhausen auch in Hessen, Braunschweig, Anhalt, Sachsen und Preußen zu Besitz und Ansehen. Zweige der Familie bestehen bis heute. Die früher in Hessen landsässige Linie ist dort noch heute Mitglied in der Althessischen Ritterschaft.

## Geschichte

### Herkunft

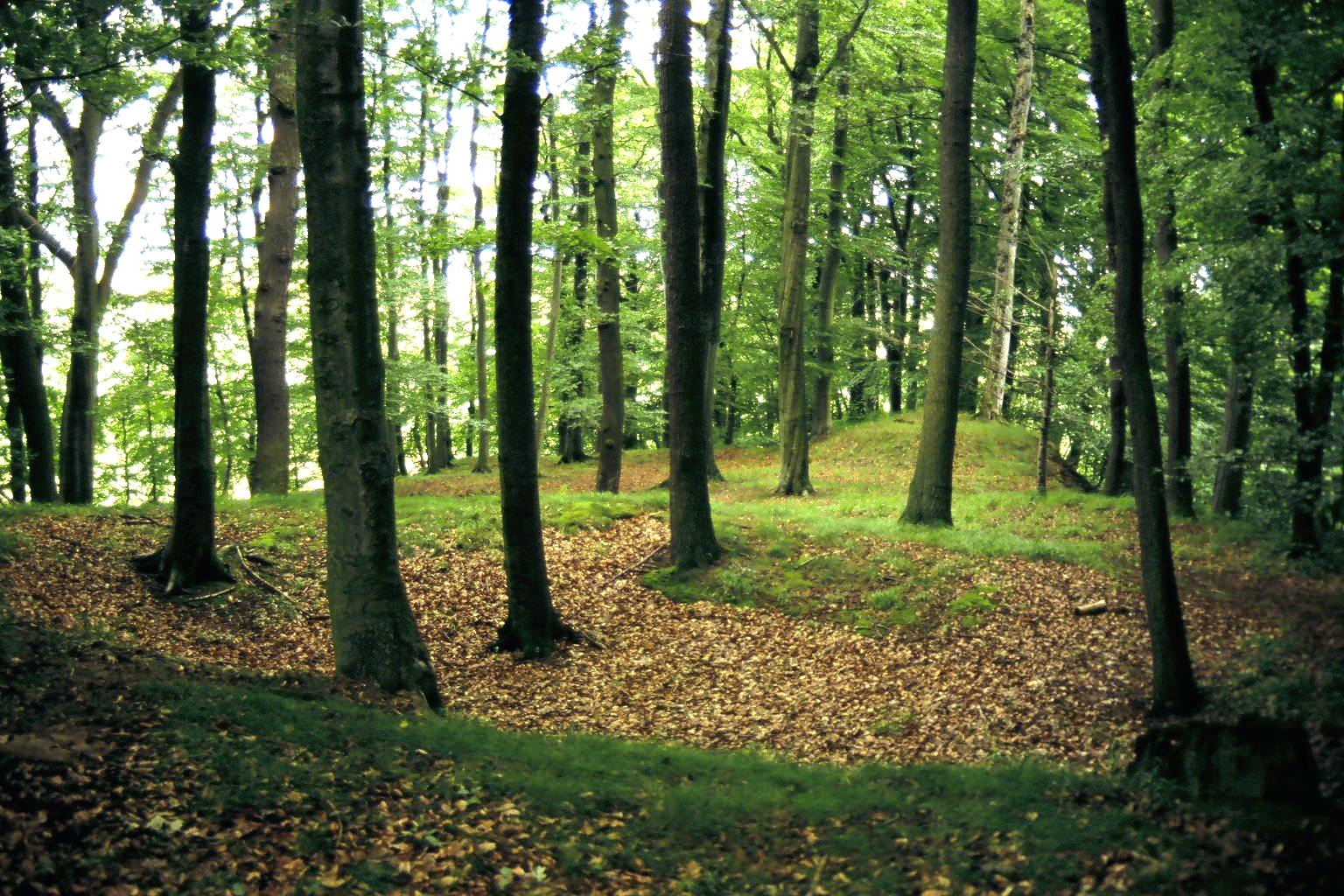
Burgstall der Burg Bodenhausen

Das Geschlecht erscheint erstmals mit Teginhardus de Bodenhusen, der von 1135 bis 1150 in Urkunden genannt wird. Mit ihm beginnt auch die Stammreihe. 1186 wird ein Heinrich von Bodenhausen in einer Urkunde auf dem Rusteberg genannt. Ein weiterer früher Namensträger war nach Johann Georg Leuckfeld der Ritter Heinrich von Bodenhausen, der als Zeuge in einem Diplom, das Herzog Albrecht von Braunschweig 1267 dem Kloster Pöhlde ausstellte, auftritt. Cyriacus Spangenberg nennt Johann von Bodenhausen 1360 als „Derectorum Doctor“ und Domherren zu Erfurt.
Ursprünglicher Stammsitz der Familie ist wahrscheinlich die gleichnamige Burg Bodenhausen bei Ballenhausen, heute Ortsteil der Gemeinde Friedland im Landkreis Göttingen. In älterer Literatur wird auch ein Hof Bodenhausen bei Ehlen, heute Ortsteil der Gemeinde Habichtswald, genannt.
Ob die Herren von Bodenhausen und Hanstein mit dem rheinhessischen Adelsgeschlecht von Saulheim stammesverwandt sind, ist nicht geklärt. Alle drei Adelsfamilien verwendeten das gleiche Wappen und waren im 12. Jahrhundert Bedienstete oder Ministerialen der Mainzer Erzbischöfe, die Hansteiner auf Burg Rusteberg, die Bodensteiner auf Burg Bodenhausen und die Saulheimer im Rheingebiet.

### Ausbreitung und Besitzungen

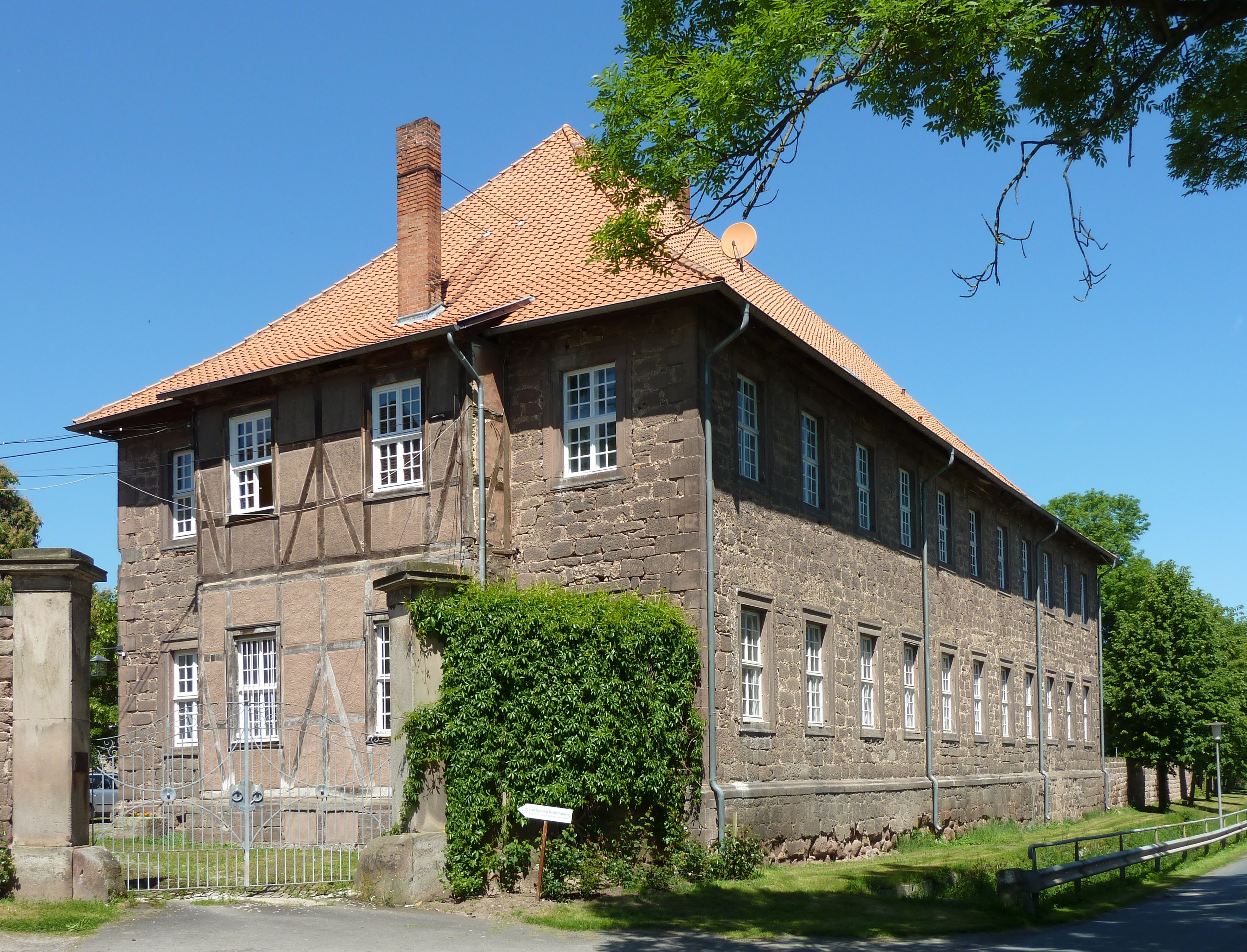
Herrenhaus Niedergandern, Niedersachsen

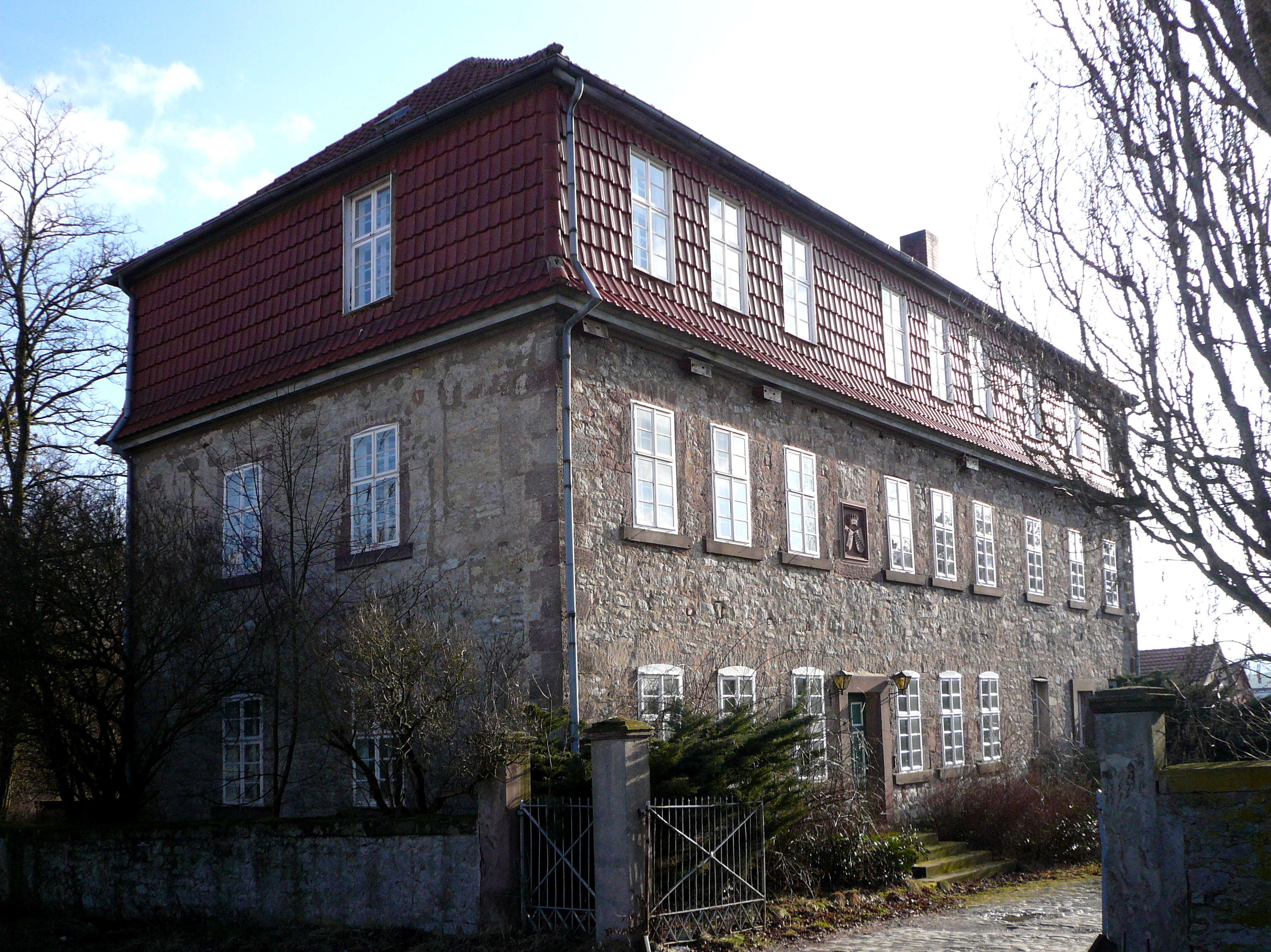
Herrenhaus Reckershausen, Niedersachsen

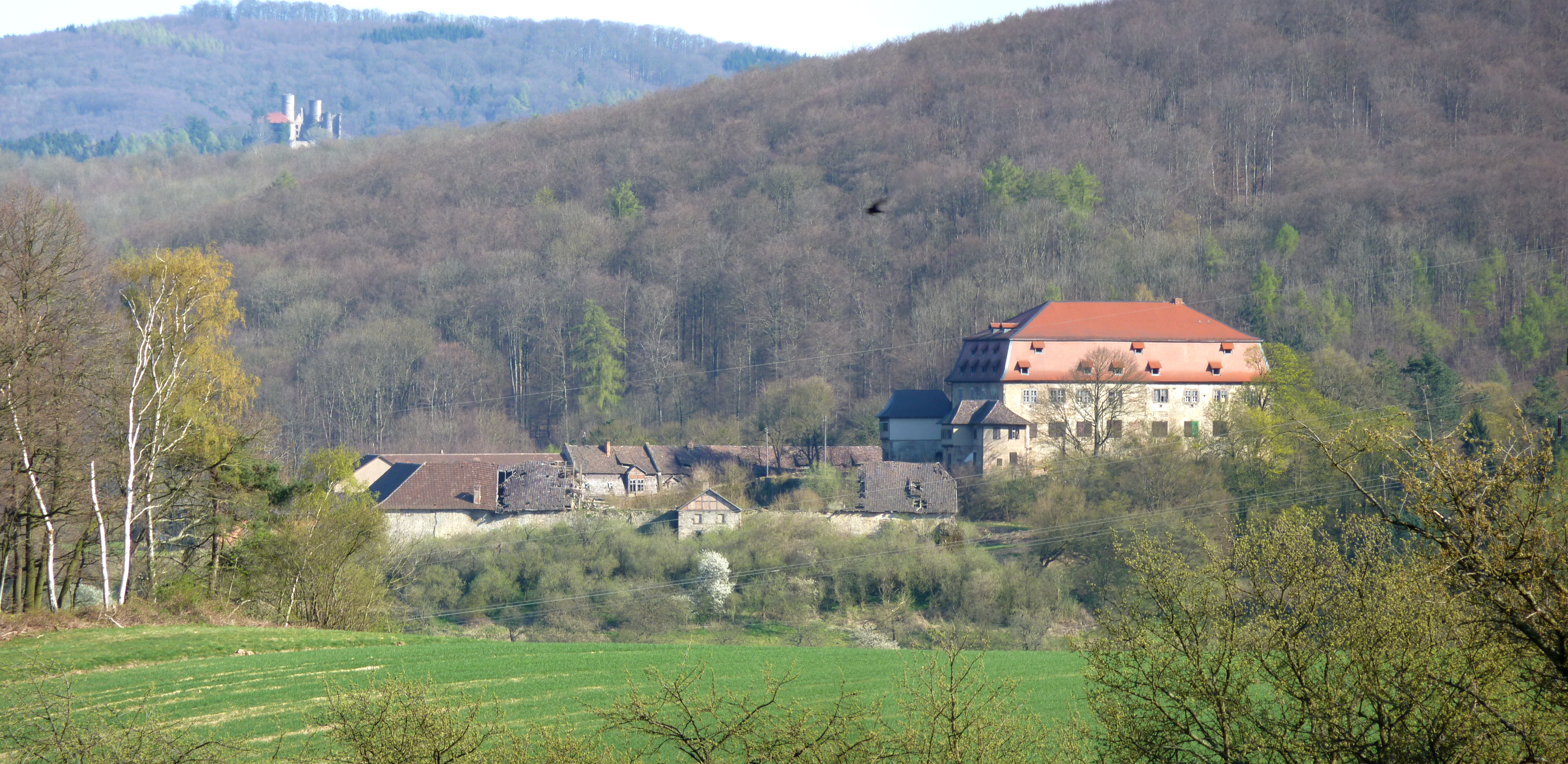
Schloss Arnstein, Hessen

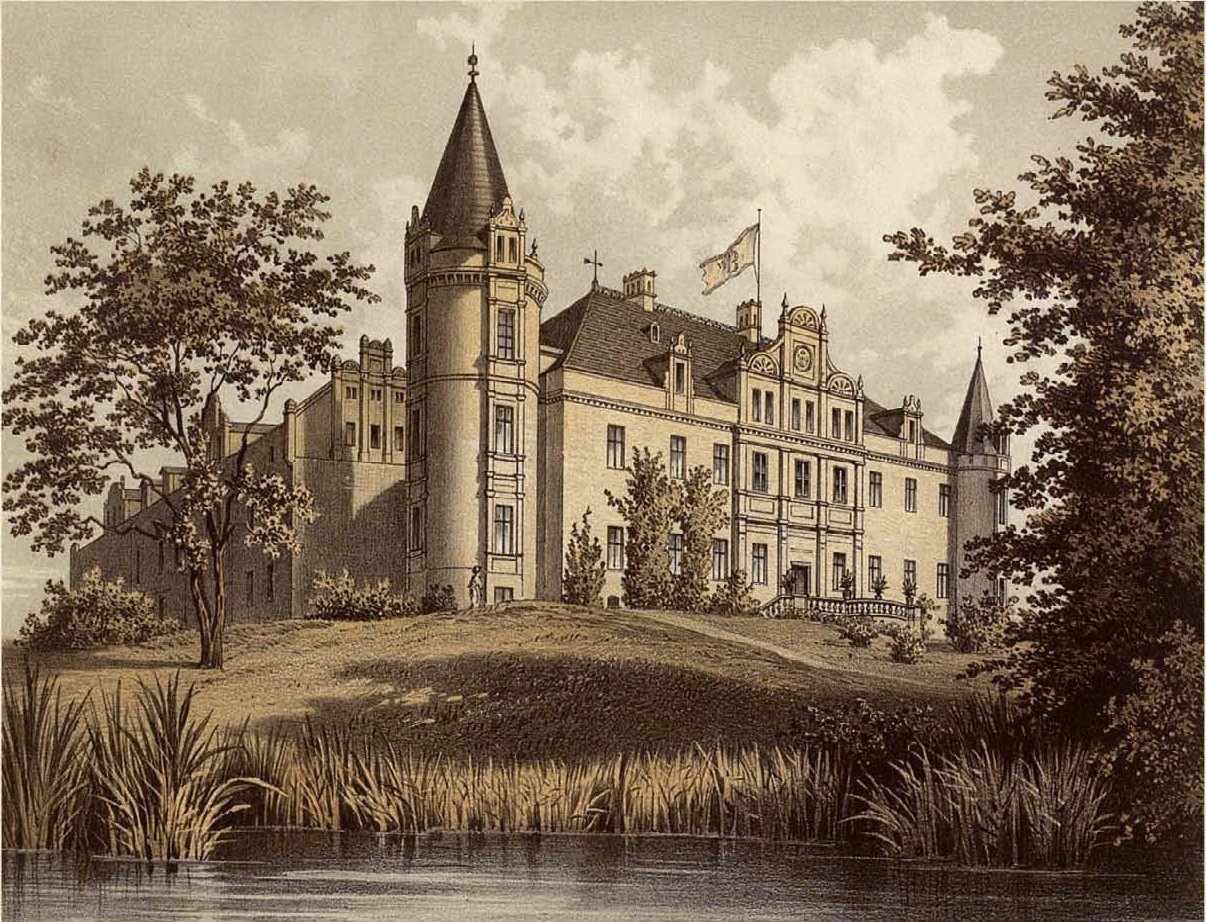
Rittergut Burgkemnitz, Sachsen-Anhalt

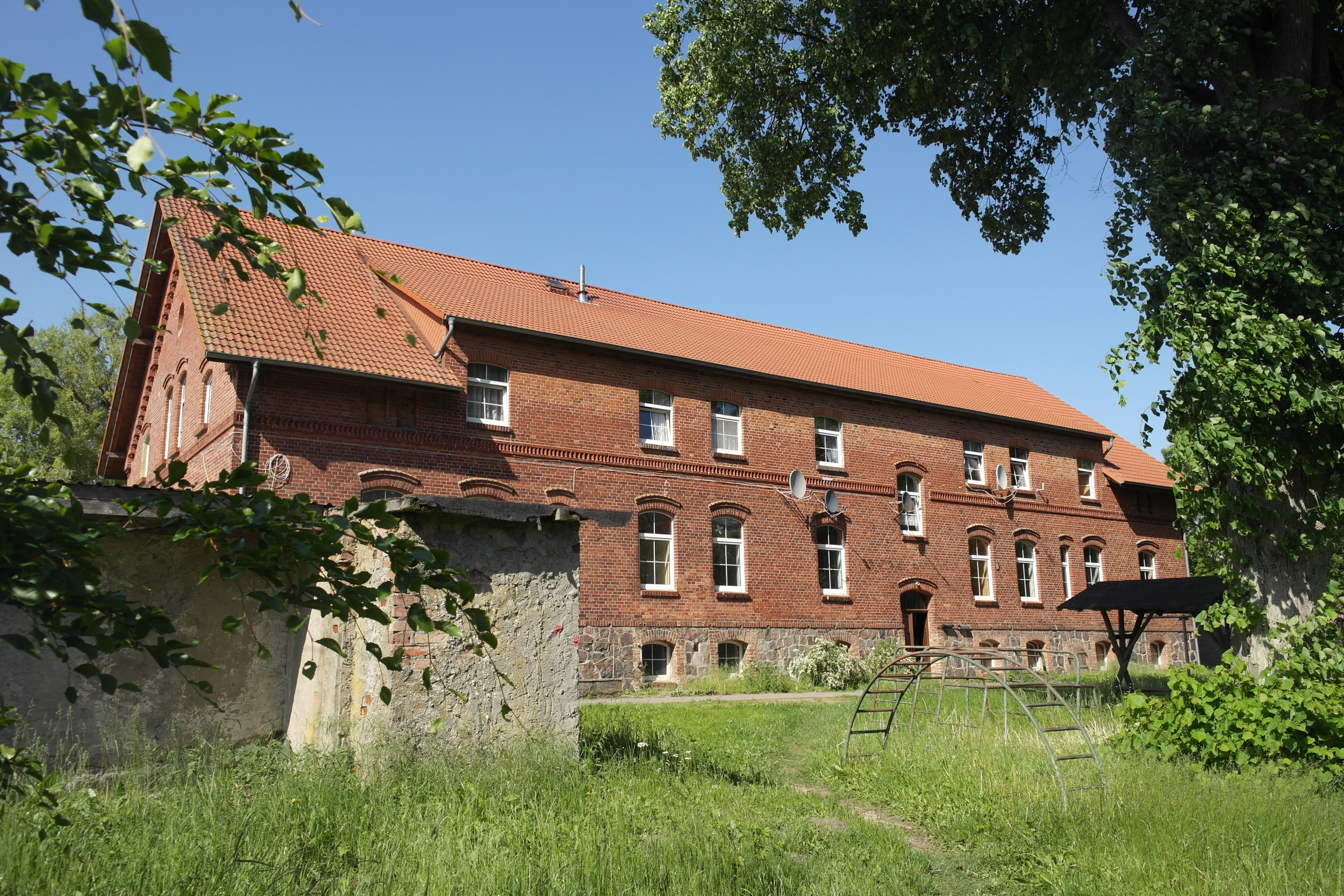
Gut Helpt, Mecklenburg

Bruno von Bodenhausen wurde 1318 durch Herzog Otto den Milden unter anderem mit der Vogtei in Niedergandern belehnt; das dortige Rittergut mit seinem Nebengut Reckershausen ist bis heute im Besitz der Familie geblieben.
1373 war Heiligenstadt in Thüringen im Besitz bzw. Teilbesitz der Familie. In Niederhessen breitete sich das Geschlecht stark aus und erlangte 1560 Schloss Arnstein bei Witzenhausen und 1614 Burg Mühltroff im Vogtland. Schloss Arnstein blieb bis 1938 im Besitz der Familie.
Während des 18. Jahrhunderts kamen weitere Besitzungen in Kursachsen hinzu (u. a. Niedertrebra). Im Anhaltischen war die Familie im 17. und 18. Jahrhundert begütert und wurde noch Mitte des 19. Jahrhunderts mit Trebbichau belehnt. Vorübergehend waren Angehörige auch in der Altmark, in Westfalen und in Schlesien besitzlich, später hauptsächlich in Kurhessen.
Melchior von Bodenhausen, Herr auf Arnstein und Niedergandern und Enkel von Heinrich von Bodenhausen und Catharina von Kerstlingerode, war 1521 landgräflich hessischer Rat auf dem Reichstag zu Worms. Seine Söhne Otto Heinrich und Wilke setzten den Stamm fort. Der Sohn Otto Heinrichs, Herr unter anderem auf Arnstein und Wülfingerode, Krafft von Bodenhausen, wurde kurmainzischer und kursächsischer Rat, Beisitzer des Landgerichts auf dem Eichsfeld, Oberst zu Ross und Hauptmann der Ämter Torgau und Liebenwerda. Ausgehend mit Kraft von Bodenhausen ist auch genealogisch die durchgehende Stammlinie der Hauses Radis ab Ende des 16. Jahrhunderts gut belegbar.
Cuno Odomar von Bodenhausen, Enkel von Otto Heinrich, wurde Mitglied in der Fruchtbringenden Gesellschaft unter dem Namen „der Bequeme“.
Ein Hans von Bodenhausen war Mitte des 17. Jahrhunderts kursächsischer Oberhofmarschall und Otto von Bodenhausen um dieselbe Zeit fürstlich brandenburgisch-culmbacher Geheimrat. Melchior Otto von Bodenhausen, Herr auf Mühltroff im Vogtland, heiratete eine Tochter aus dem schlesischen Adelsgeschlecht von Reiswitz und erlangte dadurch das Rittergut Grabowka bei Ratibor in Oberschlesien.
Im 17. Jahrhundert erwarb Melchior von Bodenhausen (Sohn des Wilke) das Gut Leubnitz von Hildebrand Eichelberg Trützschler. In der Folge entbrannte ein Rechtsstreit mit den Erben des Leonhard von Milkau zu Christgrün wegen der Gewähr von 2000 Gulden neben den aufgelaufenen Zinsen gegenüber den Mitbelehnten Wolff Wilhelm Trützschler Besitzer (Trützschler). Der Rechtsstreit begann im Jahr 1616 und zog sich bis zu einem endgültigen Vergleich zwischen den milkauischen Erben und Franz Wilke von Bodenhausen (Sohn des Otto von Bodenhausen) in das Jahr 1645.
Um 1700 erwarb Kraft Burchhard von Bodenhausen, Enkel des oben genannten Kraft von Bodenhausen auf Radis, das Rittergut Brandis in Sachsen; sein Sohn Otto Wilhelm von Bodenhausen ließ zwischen 1724 und 1727 das Schloss Brandis nach Plänen von David Schatz errichten.
Von 1905, respektive seit 1911, bis 1945 gehörten die mecklenburgischen Güter Groß Miltzow und Helpt den Bodenhausen.

#### Ausbildung in Adelsinternaten
Die Bodenhausen besuchten in Vorbereitung ihrer Karrieren als Land- und Forstwirte, im Staats- und Militärdienst, zu allen Zeiten verschiedene Gymnasien, auch in Berlin und bekannte traditionsreiche Adelsinternate. Besonders häufig treten zuerst hier die Klosterschule Rossleben und die Klosterschule Ilfeld in Erscheinung.

### Standeserhebungen
Am 2. August 1669 zu Wien erhielt Franz Wilke von Bodenhausen auf Arnstein, Mühltroff und Leibnitz den Reichsfreiherrenstand.
Ernst Ludwig Carl Mordian von Bodenhausen (1785–1854) erhielt als Kammerjunker am Hof von Jérôme Bonaparte am 6. März 1812 gemeinsam mit seinen beiden jüngeren Brüdern die Erhebung in den Freiherrnstand im Königreich Westphalen.
Hans von Bodenhausen, Fideikommissherr auf Degenershausen, und der jeweiligen Besitzer des Fideikommiss und Nachkomme seiner Eltern, erhielt am 6. Juni 1859 zu Berlin die preußische Genehmigung zur Führung des Namens von Bodenhausen genannt Degener. Er und seine Brüder Julius und Bodo von Bodenhausen erhielten am 15. Dezember 1869 zu Berlin, Conrad von Bodenhausen (zu Abtsdorf), der spätere Vizeadmiral, am 28. Mai 1870 zu Berlin und die übrigen Angehörigen des Hauses Radis am 10. Juni 1874 zu Berlin die preußische Genehmigung zur Führung des Freiherrentitels.
Eine anhaltische Genehmigung zur Führung des Freiherrentitels für Bodo von Bodenhausen auf Radis, herzoglich anhaltischer Kammerherr, erfolgte am 1. Mai 1875.
Arthur von Bodenhausen, Fideikommissherr auf Reckershausen, erlangte am 12. Juli 1891 zu London eine preußische Genehmigung zur Fortführung des Freiherrentitels.
Am 2. Oktober 1912 erfolgte für Arthur Freiherr von Bodenhausen, königlich sächsischer Oberstleutnant, und Gustav Freiherr von Bodenhausen, königlich sächsischer Major und nachmaliger Fideikommissherr auf Niedergandern, eine Eintragung in das königlich sächsische Adelsbuch unter der Nummer 416.

## Wappen
Blasonierung des Stammwappens: „In Silber drei (2:1) zunehmende, rote Mondsicheln. Auf dem silbern-rot bewulstetem, hersehendem Topfhelm (auf gelehntem Schild) mit rot-silbernen Decken eine wachsende, oben mit drei roten und zwei silbernen Hahnenfedern wechselnd besteckte, konische, silberne Säule, seitlich besteckt mit einer zunehmenden und abnehmenden, roten Mondsichel.“ 
Aufgrund der Wappenähnlichkeit ist eine Stammesverwandtschaft mit den von Hanstein aus dem benachbarten Eichsfeld wahrscheinlich.

## Bekannte Familienmitglieder

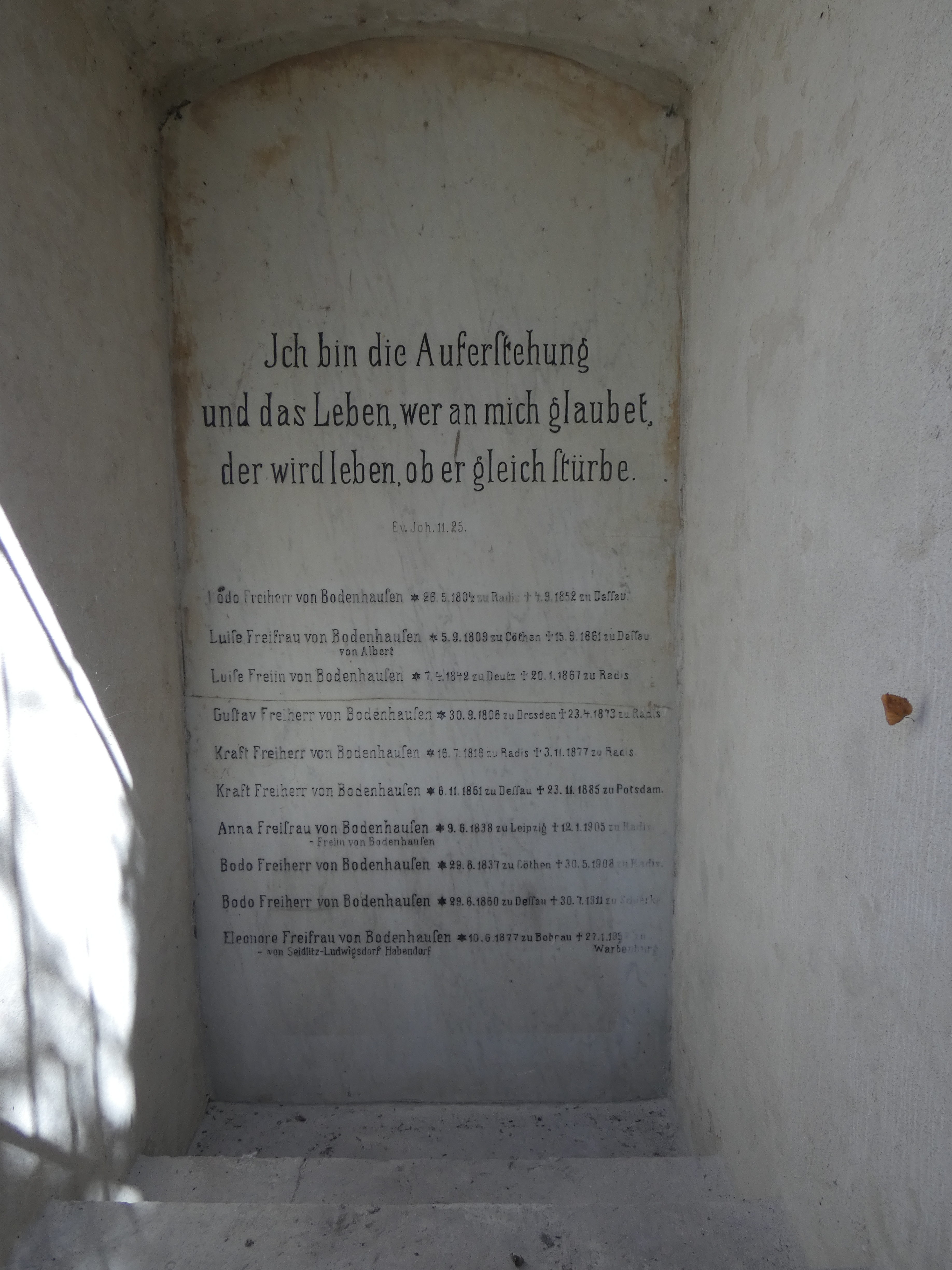
Begräbnistafel der Familie von Bodenhausen in Radis

- Heinrich und Günther von Bodenhausen, Amtmänner auf dem Rusteberg (1393)
- Margaretha von Bodenhausen, Äbtissin[15] im Kloster Beuren (1519–1537)
- Hans von Bodenhausen (1606–1684), königlich dänischer Offizier
- Bodo von Bodenhausen (1633–1700), deutscher Jurist, Hofbeamter und Rittergutsbesitzer
- Otto Wilhelm von Bodenhausen (1680–1754), Kreishauptmann zu Leipzig
- Bodo Friedrich von Bodenhausen (1705–1781), bremen-verdischer Minister
- Ernst von Bodenhausen (1785–1854), hannoverscher Gesandter in Wien
- Rudolph Woldemar von Bodenhausen (1826–1900), Oberleutnant und Landtagsabgeordneter
- Bodo von Bodenhausen (1836–1919), preußischer Generalleutnant
- Hans von Bodenhausen-Degener (1839–1912), deutscher Rittergutsbesitzer und Parlamentarier
- Julius von Bodenhausen (1840–1915), Mitglied des Deutschen Reichstages
- Hans von Bodenhausen (Politiker) (1841–1921), deutscher Jurist und Landrat, Mitglied des Deutschen Reichstags
- Conrad von Bodenhausen (1848–1938), deutscher Vizeadmiral, 1902/11 Reichskommissar beim Seeamt Hamburg
- Cuno von Bodenhausen (1852–1931), Maler
- Arthur von Bodenhausen (1859–1914), Generalmajor
- Bodo von Bodenhausen (1860–1911), deutscher Verwaltungsbeamter und Rittergutsbesitzer
- Edwin von Bodenhausen (1860–1920), preußischer Generalleutnant
- Arthur von Bodenhausen (1860–1936), Kammerherr, Rittmeister und Abgeordneter des Provinziallandtages der Provinz Hessen-Nass
- Eberhard von Bodenhausen genannt Degener (1868–1918), Kunsthistoriker der Wiener Moderne
- Kraft von Bodenhausen (1871–1952), Politiker
- Dora von Bodenhausen (1877–1969), Ehefrau von Eberhard von Bodenhausen
- Bodo-Wilke von Bodenhausen (1894–1976), Kommunalpolitiker (NSDAP)
- Erpo von Bodenhausen (1897–1945), deutscher Generalleutnant
- Luli von Bodenhausen (Julie Dorothea Baronin von Bodenhausen; 1902–1951), Schauspielerin und Autorin

## Sachzeugen
In der Kirche Radis steht an der Chorraumsüdwand eine sandsteinerne Grabplatte mit Inschrift und 2 × 8 Wappen für Cune von Bodenhausen (1601–1637) und an der Chorraumnordwand eine anlog gestaltete Platte für Curd von Bodenhausen (1604–1632). Bei beiden Grabplatten handelt es sich um einfache Steinmetzarbeiten, die sehr gut erhalten sind.